# 김삼봉
김삼봉(金三峯, 1928년 8월 19일~)은 대한민국의 정치인이다. 제9대 국회의원을 지냈다. 본관은 광산이며, 황해도 장연군 출생이다.

## 생애
한국 전쟁 때 학도병으로 참전했다가 상이군인이 되어 대한민국상이군경회 회장을 지냈다. 유신정우회 소속으로 제9대 국회의원을 역임했다.

## 학력
- 해주사범학교 수학
- 건국대학교 경제학과 졸업

## 약력
- 학도병 명예 제대
- 대한민국상이군경회 회장
- 1973년 ~ 1979년 : 제9대 국회의원 (유신정우회)
- 황해도 도민회 회장
- 이북오도민연합회 자문위원
- 건국대학교 총동문회 회장
- 학교법인 건국대학원 상무이사
- 대한민국헌정회 사무총장
- 민족중흥회 상임고문

## 역대 선거 결과
| 실시년도 | 선거 | 대수 | 직책     | 선거구           | 정당       | 득표수 | 득표율      | 순위 | 당락 | 비고 |
| -------- | ---- | ---- | -------- | ---------------- | ---------- | ------ | ----------- | ---- | ---- | ---- |
| 1973년   | 총선 | 9대  | 국회의원 | 통일주체국민회의 | 유신정우회 |        | \| \| 0% \| | 지명 |      | 초선 |
|          | 0%   |      |          |                  |            |        |             |      |      |      |